# Perconia basi-approximata
Perconia basi-approximata är en fjärilsart som beskrevs av Barend J. Lempke 1952. Perconia basi-approximata ingår i släktet Perconia och familjen mätare. Inga underarter finns listade i Catalogue of Life.